# Brug 365
Brug 365 is een brugnummer dat binnen Amsterdam twee maalgebruikt is.

## Ransdorp
Brug 365 is in de 21e eeuw een brugje in Ransdorp in Landelijk Noord. Deze kleine brug voert over de Weersloot naar het Molenpad. Ze lgt ten noordwesten van het voormalige raadhuis uit 1652, dat een rijksmonument is. De dorpsraad van Ransdorp heeft in 2017 een verzoek ingediend om de brug te vernoemen tot Molenpadbrug, samen met het Molenpad vernoemd naar een korenmolen die hier ooit stond.

## Amsterdam
Brug 365 was een vaste brug in Amsterdam-Noord. De brug was gelegen in de Grasweg en overspande het Tolhuiskanaal. De brug was een zusje van brug 371, verderop gelegen in de Grasweg. Ze werden tegelijkertijd aangelegd na december 1936 toen de aanbesteding plaatsvond. Aangezien de Publieke Werken hier de hand in had, kon Piet Kramer wederom een brug ontwerpen. Daarbij werd gekozen voor een eenvoudig uitziende betonnen liggerbrug. Aanvullingen vanuit esthetisch oogpunt waren er niet, de brug lag op een afgelegen industrieterrein. De brug werd rond 1975 overbodig toen het gedeelte van het Tolhuiskanaal ten zuiden van de brug werd gedempt. De brug verdween daarmee.
<<< · 300 · 301 · 302 · 303 · 304 · 305 · 306 · 307 · 308 · 309 · 310 · 311 · 312 · 313 · 314 · 315 · 316 · 317 · 318 · 320 · 321 · 322 · 323 · 324 · 325 · 327 · 328 · 330 · 331 · 332 · 333 · 334 · 335 · 336 · 337 · 338 · 339 · 340 · 341 · 342 · 343 · 344 · 345 · 346 · 347 · 348 · 349 · 350 · 351 · 352 · 353 · 354 · 355 · 356 · 357 · 358 · 359 · 360 · 361 · 362 · 363 · 364 · 365 · 366 · 367 · 368 · 371 · 372 · 373 · 374 · 375 · 376 · 377 · 378 · 379 · 380 · 381 · 382 · 383 · 385 · 386 · 387 · 388 · 389 · 390 · 391 · 392 · 393 · 394 · 395 · 396 · 397 · 398 · 399 · >>>
Brugnummers 319, 326, 329 (tijdelijke duiker in de Ringspoordijk), 369, 370, 384 zijn niet (meer) vergeven.